# Josef Wund
Josef Wund (* 11. Dezember 1938 in Eriskirch-Mariabrunn; † 14. Dezember 2017 in Waldburg bei Ravensburg) war ein deutscher Architekt und Unternehmer.

## Leben

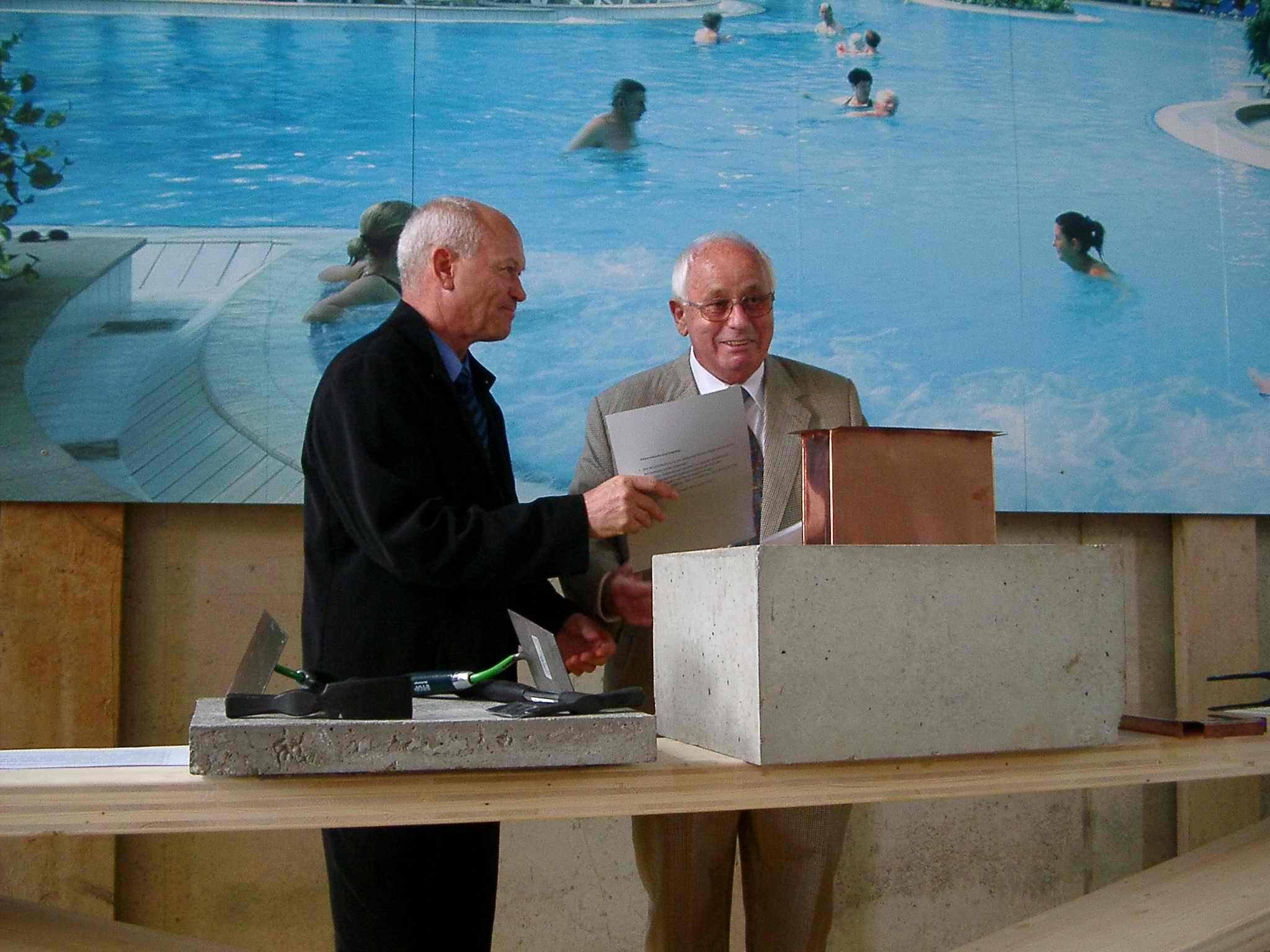
Bauherr Josef Wund (l.) und Bürgermeister Erwin Singer bei der Grundsteinlegung der Therme Bad Wörishofen (2003)

Josef Wund war der Sohn eines Pferdekutschers in Mariabrunn bei Friedrichshafen und absolvierte nach dem Ende des Zweiten Weltkrieges zunächst eine Maurerlehre. Auf dem zweiten Bildungsweg studierte er später Architektur und Bauingenieurwesen, arbeitete als angestellter Architekt und später in Partnerschaft (Knittel und Wund Architekten). Nach der Auflösung dieser Partnerschaft, in der überwiegend regionaler Wohnungs- und Gewerbebau betrieben wurde, realisierte er im Alter von 27 Jahren die Messehalle 1 in Friedrichshafen, seinerzeit die größte freitragende Gasbeton-Hängedach-Halle der Welt. In der Folge lag sein Tätigkeitsschwerpunkt in großen Industriebauten bundesweit. Beim Bau eines kompletten Standortes für ThyssenKrupp bot er erstmals den schlüsselfertigen Bau mit Termin- und Festpreisgarantie an. Dieses Modell fand zunehmende Nachfrage und bescherte ihm zahlreiche weitere Großaufträge für Industriebauten.
Anfang der 80er Jahre erkannte Josef Wund die steigende Bedeutung der Freizeit in der Lebensgestaltung der Menschen und wandte sich diesem Arbeitsfeld zu. Er entwickelte dazu zahlreiche Technologien für bewegliche Baukonstruktionen. Um große Freizeitanlagen wie Tennishallen, Schwimmbäder und Eisstadien ganzjährig attraktiv zu halten, konnten ganze Hallenkonstruktionen in wenigen Minuten entfernt oder wieder installiert werden. Um große Veranstaltungshallen wie Fußballstadien und Arenen multifunktional nutzbar zu gestalten, wurden zahlreiche technische Innovationen für bewegliche Bodenkonstruktionen sowie zur Rasenbelüftung entwickelt und zum Teil patentiert.
Mitte der 1990er Jahre begann er den Bau der Therme Erding und wurde als „Bäderkönig“ bekannt. Für die Expo 2000 entwarf er den deutschen Pavillon für etwa 120 Millionen DM, die er auf eigene Rechnung vorstreckte. Die „Trägergesellschaft Deutscher Pavillon“ zahlte im Rahmen der 153-tägigen Nutzungsdauer 78 Millionen DM Miete. Im Zuge der Flüchtlingskrise in Deutschland ab 2015 verkaufte Wund das Gebäude für 5,7 Millionen Euro an die Stadt Hannover.
Weitere Großinvestitionen in Badeprojekte folgten: Er investierte unter anderem 37 Mio. Euro in das Badeparadies Schwarzwald in Titisee-Neustadt, 30 Millionen Euro in die Therme Euskirchen und 50 Millionen Euro in die Thermen & Badewelt Sinsheim. Eine weitere Therme mit Wasserrutschen und kommunalem Hallenbad ist in Bad Vilbel in Planung, seitens der Bauherrschaft (WUND Holding) wird mit einem Spatenstich im Jahre 2024 gerechnet. Die Bausumme ist mit 200 Millionen Euro veranschlagt.
2011 wurde ein Prozess wegen Bestechung und Steuerhinterziehung vor dem Stuttgarter Landgericht gegen Wund eröffnet. Ihm wurde vorgeworfen, 1996 zwei Aufsichtsräte bestochen zu haben, damit diese sich dafür einsetzten, dass er den Zuschlag erhielt. Gegen eine Zahlung von einer Million Euro an gemeinnützige Einrichtungen wurde das Verfahren eingestellt.
2015 begründete Wund die gleichnamige Stiftung.
Josef Wund starb am 14. Dezember 2017, drei Tage nach seinem 79. Geburtstag, beim Flugzeugabsturz einer Cessna Citation Mustang in der Nähe von Sieberatsreute, einem Ortsteil von Waldburg bei Ravensburg in Oberschwaben, während des Landeanflugs auf den Flughafen Friedrichshafen.

## Nachlass
Josef Wund vermachte seinem Sohn durch Schenkung die Thermen Erding und Bad Wörishofen. Sie bilden seit dem Ableben des Firmengründers einen eigenständigen Geschäftsbereich unter Führung von Jörg Wund. Die Familienmitglieder wurden mit Vermächtnissen bedacht.
Alleinerbin ist die 2015 von Josef Wund gegründete Josef Wund Stiftung gGmbH, Stuttgart, Geschäftsführer Christoph Palm, Oberbürgermeister a. D., mit Erbschein vom 17. Juli 2019. Zum Testamentsvollstrecker mit Zeugnis vom 20. September 2019 – beide ausgestellt vom Amtsgericht Tettnang – wurde die ebenfalls 2015 gegründete JWTV-Vermögensverwaltung GmbH, Stuttgart, ernannt, Geschäftsführer Peter Baumeister und Günter Renz. Josef Wund ordnete Abwicklungs- und Dauertestamentsvollstreckung an.
Die Thermengruppe Josef Wund Stiftung gGmbH umfasst die Therme Euskirchen, die Thermen & Badewelt Sinsheim und das Badeparadies Schwarzwald in Titisee-Neustadt, sämtliche verwaltet durch die Wund Holding GmbH, Friedrichshafen, Geschäftsführer Edelfried Balle. Gemeinsam mit der Therme Group, wurde im Januar 2021 der Bauantrag für den Neubau der Therme Bad Vilbel gestellt. Ein ebenfalls schon von Josef Wund vorgesehener Ausbau der Therme in Sinsheim ist in Planung.

## Architekturprojekte
- 2000: Deutscher Pavillon, Weltausstellung EXPO 2000 Hannover
- 1968 (Umbau 2003): ZF-Arena Friedrichshafen[24] (seit 2021 Kulturdenkmal[25])

## Unternehmensgruppe Wund
Die Unternehmensgruppe Wund betreibt zurzeit drei Freizeitbäder:
- Badeparadies Schwarzwald in Titisee-Neustadt
- Thermen & Badewelt Sinsheim
- Therme Euskirchen

Außerdem vertreibt sie verschiedene digitale und physische Produkte aus dem Bereich Wellness.